# Elis Gerdt
Elis Gerdt, född den 14 november 2006 i Stockholm, är en svensk barnskådespelare. Han har spelat huvudrollen Sune i tre Sunefilmer från 2018, 2019 och 2021.

## Filmografi
- 2018 – Sune vs Sune
- 2019 – Sune – Best Man
- 2021 – Sune – Uppdrag midsommar
- 2025 – Där solen alltid skiner (TV-serie)